# 青森大学の人物一覧
青森大学の人物一覧（あおもりだいがくのじんぶついちらん）は、青森大学に関係する人物の一覧記事。

## 著名な教職員
- 金井一頼 (総合経営学部教授、学長)
- 櫛引素夫 (社会学部教授)
- 片山容一 (薬学部特任教授)
- 外角直樹 (薬学部准教授)
- 北野大（客員教授）
- 福原愛（元卓球日本代表、客員准教授）

## 著名な教職員(過去に在籍していた教職員)
- 見城美枝子（タレント・ジャーナリスト、社会学部教授）
- 古田隆彦（現代社会研究所所長、名誉教授）
- 久慈きみ代（国文学者、名誉教授）

## 著名な卒業生

### 芸能
- 小野まじめ（お笑い芸人・クールポコ）
- 服部桂吾（俳優）
- 高田賢一 (俳優)
- 河原崎辰也（ミュージシャン）
- 横山ひでき（ローカルタレント）
- 堀真奈美（リポーター）
- 赤坂麻凪（俳優・モデル・元りんご娘）
- 近藤奈保希（俳優）

### スポーツ
- 小山田貴雄（元プロ野球選手）
- 細川亨（元プロ野球選手）
- 中村渉（元プロ野球選手）
- 工藤隆人（元プロ野球選手）
- 八馬幹典（元プロ野球選手）
- 下山学（元プロ野球選手）
- 福田信一（元プロ野球選手）
- 蝦名達夫（プロ野球選手）
- 名原典彦（プロ野球選手）
- 庄司陽斗  (プロ野球選手)
- 畑山隆則（元プロボクサー・タレント）※中退
- 中井孝治（スノーボード選手・日本代表）
- 佐原礼香（器械体操選手・元日本代表）
- 岩木山竜太（元大相撲力士）

### その他
- 松尾和彦（元三戸町長、父は元参議院議員の松尾官平）
- 野口健（登山家、環境活動家）※大学院のみ